# منطقه آلنتیژو
منطقه آلنتیژو (انگلیسی: Alentejo Region) یکی از منطقه‌های کشور پرتغال است که ۳۱۵۵۱٫۲ کیلومتر مربع مساحت و ۷۵۸۷۳۹ نفر جمعیت دارد.